# Louise Hegermann-Lindencrone
Louise Hegermann-Lindencrone, född 1778, död 1853, var en dansk författare. 
Hegermann-Lindencrone skrev Eleonora Christina Uhlfeldt (1817) och Troubadouren (1820) samt till novellsamlingen Danske Fortællinger (1825). 
Hennes korrespondens med bland annat Peder Hjort, utgavs av denne i Udvalg af Breve 1867.